# Peter Ruge (Cartoonist)
Peter Ruge (* 1946 in Herrsching) ist ein deutscher Cartoonist.

## Leben
Peter Ruge wuchs als Zahnarztsohn in Schwenningen auf. Nach dem Besuch des Gymnasiums absolvierte er eine Ausbildung zum Feinmechaniker  und 18 Monate Wehrdienst. Über eine Ausbildung zum technischen Zeichner und anschließend zum Grafiker kam er zur Werbung. Er arbeitete erst in verschiedenen Agenturen und begann dann 1976 mit einem Studium an der Freien Kunstschule Stuttgart.
Seit 1979 ist Peter Ruge als selbstständiger Karikaturist tätig und arbeitete von da an für Verlage, Druckereien und Werbeagenturen. Bekannt wurde er durch Veröffentlichungen seiner Cartoons in Satiremagazinen und Zeitschriften sowie durch Buchillustrationen. Neben seinen Zeichnungen und Collagen schuf Peter Ruge auch Briefmarkencollagen und diverse Materialbilder mit Schuhen und Gebissen.
2002 begann er Cartoons auf der Nähmaschine als Stoffbilder zu gestalten. Eine Ausdrucksform, die es im Cartoonbereich so noch nicht gegeben hat und deshalb vermutlich weltweit einzigartig sein dürfte. Mit seiner Reihe „Strand gut“ – einer Serie von 80 Bildern überspitzter Darstellungen von Touristen am Strand – erreichte er mit Ausstellungen in Deutschland, der Schweiz, England und Frankreich  Bekanntheit. In seiner bisherigen Laufbahn hat Peter Ruge mehr als 60 Bücher illustriert. Ruge lebt in Stuttgart.

## Veröffentlichungen (Auswahl)
- Schneider von Ulm. 2. unveränd. Auflage. Süddeutsche Verlagsgesellschaft, Ulm 2010, ISBN 3-88294-409-9.
- Der Rattenfänger von Hameln. Konzept & Kontor Verlags- und Vertriebsgesellschaft, Hannover 1999, ISBN 3-934035-01-9.
- Motorradfahren. 25. überarb. Auflage. Tomus Verlag, München 2008, ISBN 978-3-8231-0140-6.
- Endlich einstellig. Franckh-Kosmos Verlag, Stuttgart 2009, ISBN 978-3-440-12098-9.
- Der Weg der weißen Kugel. Franckh-Kosmos Verlag, Stuttgart 2011, ISBN 978-3-440-12528-1.
- Auf gut Schwäbisch. Belser, Stuttgart 2011, ISBN 978-3-7630-2591-6.
- Gute Besserung! ISBN 978-3-00-058625-5.